# Styl publicystyczny
Styl publicystyczny, styl dziennikarski, styl publicystyczno-dziennikarski – styl funkcjonalny języka występujący na gruncie języka standardowego, stosowany w środkach masowego przekazu. Ma charakter wariantywny, wyróżnia się bogactwem tematycznym i różnorodnością kompozycyjną. Styl dziennikarski (z założenia obiektywny) można odróżnić od stylu publicystycznego, który przekazuje subiektywne poglądy autora.
Ze stylem naukowym łączą go takie cechy jak piśmienniczość, monologiczność i publiczny charakter. Styl ten wyróżnia się informatywnością, z czym wiąże się ograniczone występowanie powtórzeń i podawanie informacji faktograficznych (liczby, nazwy własne itp.). Styl publicystyczno-dziennikarski jest zjawiskiem złożonym, gdyż zakłada swobodę łączenia elementów różnych stylów, w zależności od rodzaju utworu i tematyki. Charakterystyczną jego cechą jest posługiwanie się słownictwem wspólnym różnym odmianom językowym, wzbogaconym zarówno nazewnictwem fachowym, jak i wyrazami potocznymi.
Styl publicystyczno-dziennikarski, podobnie jak styl potoczny, odznacza się używaniem połączeń idiomatycznych, słów o silnym ładunku emocjonalnym, konkretnej metaforyki oraz skłonnością do skrótowości. Do stylu artystycznego zbliża go stosowanie podobnych środków obrazowych i figur stylistycznych. Część określeń stylu dziennikarskiego wykazuje charakter szablonowy; pewien udział w tym stylu mają też wyrazy modne (w szczególności nowe zapożyczenia). W obiektywnych tekstach dziennikarskich zaleca się unikanie sformułowań oceniających i perswazyjnych, choć w praktyce takie środki są w nich spotykane. 
Pod względem gramatyki cechuje się gęstym wykorzystaniem form trzecioosobowych i czasu przeszłego, a także nagromadzeniem konstrukcji wyliczeniowych; wśród środków składniowych częsta jest parataksa. Środki leksykalne są dobierane pod kątem komunikatywności (zrozumiałości dla szerokiego grona odbiorców). Za sprawą zabiegów typograficznych, odpowiedniego doboru rodzaju i grubości czcionki osiąga się plastyczność tekstu.